# Volo Total Linhas Aéreas 5682
Il volo Total Linhas Aéreas 5682 è stato un volo cargo domestico brasiliano dall'aeroporto Eurico de Aguiar Salles all'aeroporto Internazionale di São Paulo-Guarulhos. Il 9 novembre 2024, il Boeing 737 operante il volo ha subito un incendio a bordo mentre era in volo verso la destinazione. L'aereo ha effettuato un atterraggio di emergenza a San Paolo, dove i due membri dell'equipaggio a bordo sono stati evacuati senza ferite significative, mentre l'aereo è stato distrutto dall'incendio.

## L'aereo
Il velivolo coinvolto, prodotto nel 1994, era un Boeing 737-4Q8(SF), variante cargo del Boeing 737-400. Era registrato PS-TLB con numero di serie 26299. L'aereo era stato inizialmente consegnato a Turkish Airlines il 19 aprile 1994 e venduto ad Asiana Airlines nell'aprile 2000. Nel maggio 2024 è stato trasferito alla Total Linhas Aéreas. Era dotato di due motori CFM International CFM56-3.

## L'incidente
L'aereo è decollato dall'aeroporto di Vitoria intorno alle 23:34 ora locale. Durante l'avvicinamento alla destinazione è scattato l'allarme antincendio della stiva. L'equipaggio ha dichiarato un'emergenza e ha deciso di proseguire verso San Paolo. Intorno alle 00:37 si è perso il contatto radio con l'aereo, anche se il transponder ha continuato a funzionare normalmente. Alle 00:42 ora locale l'aereo è atterrato sulla pista 28L dell'aeroporto Internazionale di San Paolo-Guarulhos; a quel punto, l'ATC poteva già vedere il fumo e le fiamme che si sprigionavano dal velivolo. I due membri dell'equipaggio a bordo hanno spento i motori, quindi sono usciti dai finestrini della cabina di pilotaggio. Nel tentativo di evitare che l'incendio si propagasse, la porta che collega la cabina di pilotaggio con l'abitacolo non è stata utilizzata. L'aereo è bruciato sulla pista e, dopo lo spegnimento dell'incendio, si sono visti grandi fori sulla parte superiore e sui lati della fusoliera. Secondo Correios, il 20% del carico trasportato è stato distrutto dall'incendio, mentre il restante è stato rimosso dai vigili del fuoco. I veicoli antincendio dell'aeroporto e cinque veicoli esterni sono intervenuti per spegnere le fiamme alle 07:30 locali e i rottami dell'aereo carbonizzato sono stati rimossi dalla pista intorno alle 09:10. La pista è stata poi riaperta intorno alle 12:30.

## Le indagini
Total Linhas Aereas ha rilasciato una dichiarazione sull'incidente in cui ha confermato i rapporti e ha ringraziato le squadre di pronto intervento che hanno contribuito all'incidente; la società ha anche dichiarato che avrebbe pubblicato nuove informazioni non appena possibile. Il CENIPA ha aperto un'inchiesta sull'incidente. Il 18 novembre 2024, il Centro Brasiliano di Investigazione e Prevenzione degli Incidenti Aeronautici (CENIPA) ha rilasciato un primo rapporto sull'incidente che ha confermato ciò che era noto finora.